# Урро (Арока)
Урро (порт. Urrô; МФА: [u.ˈʁo]) — парафія в Португалії, у муніципалітеті Арока. Розташована в західній частині країни, на теренах історичної португальської провінції Бейра. Входить до складу округу Авейру. За адміністративним поділом, чинним до 1976 року, терени парафії були складовою провінції Берегове Дору. Належить до Авейрівської діоцезії Католицької церкви. Патрон — святий Михаїл. Площа — 10,7875 км². Населення — 1029 ос. (2011). Слабо урбанізований регіон. Густота населення — 95,39 осіб/км²
. Код — 010419.

## Географія

Арока (2013)
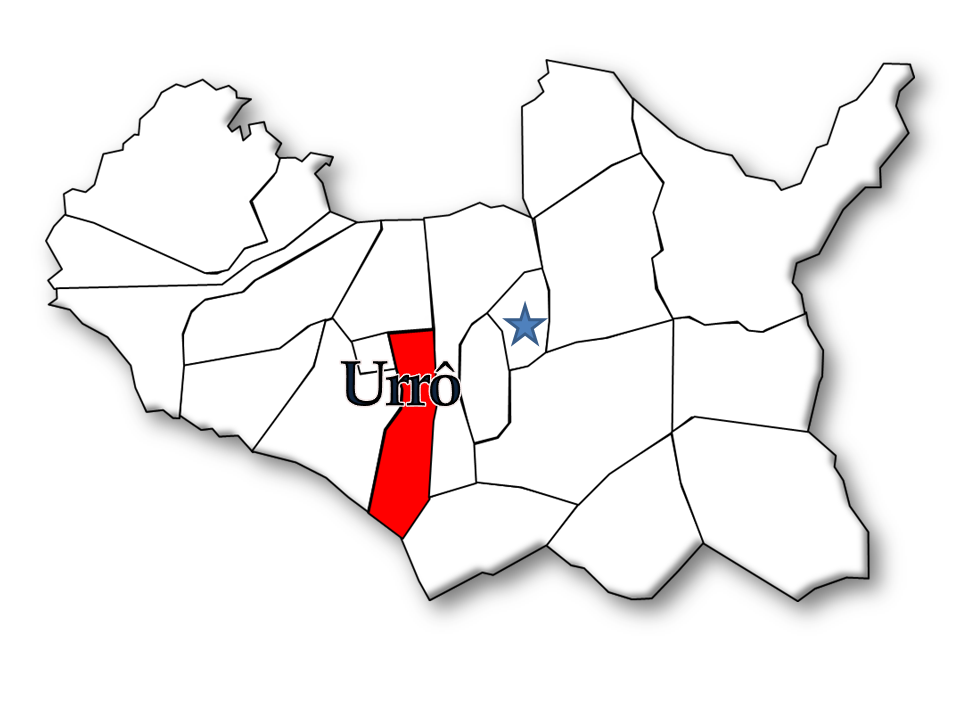
Урро

## Населення
| Кількість мешканців | Кількість мешканців | Кількість мешканців | Кількість мешканців | Кількість мешканців | Кількість мешканців | Кількість мешканців | Кількість мешканців | Кількість мешканців | Кількість мешканців | Кількість мешканців | Кількість мешканців | Кількість мешканців | Кількість мешканців | Кількість мешканців |
| ------------------- | ------------------- | ------------------- | ------------------- | ------------------- | ------------------- | ------------------- | ------------------- | ------------------- | ------------------- | ------------------- | ------------------- | ------------------- | ------------------- | ------------------- |
| 1864                | 1878                | 1890                | 1900                | 1911                | 1920                | 1930                | 1940                | 1950                | 1960                | 1970                | 1981                | 1991                | 2001                | 2011                |
| 810                 | 757                 | 826                 | 310                 | 1.161               | 1.217               | 1.351               | 1.152               | 1.216               | 1.271               | 1.282               | 1.256               | 1.068               | 1.206               | 1.029               |